# NK Šokadija Babina Greda
NK Šokadija Babina Greda je nogometni klub iz Babine Grede. Klub je osnovan 1923. godine.
Trenutačno se već 5 godina zaredom uspješno natječe u MŽNL Osijek – Vinkovci.
U tek drugoj sezoni u 1. ŽNL Vukovarsko-srijemskoj, dobrim vodstvom napokon stabilne uprave na čelu s Ivanom Kapovićem te odličnim partijama novopridošlih pojedinaca osvajaju 1. ŽNL VS 2014./15., gdje na putu do prvog mjesta nisu izgubili niti jednu utakmicu u drugom dijelu sezone.
Osvajanjem 1. ŽNL VS, klub stječe pravo na kvalifikacije za 4. HNL – Istok, koja je tada okupljala klubove iz 4 županije te bila poznata kao Međužupanijska 'Regionalna' nogometna liga. U dvije utakmice protiv predstavnika Osječko-baranjske županije, NK Mursa-Zanatlija, golovima mladoga Josipa Miškovića, sina nekadašnje legende kluba Franje Miškovića, pobjeđuju ukupnim rezultatom 2:1 te ostvaruju nastup u 4. HNL – Istok za sezonu 2015./16.
U svojoj prvoj sezoni u 4. HNL – Istok (MŽNL Slavonije i Baranje), ostvarili su 5. mjesto.
Šokadija je povodom 100. godišnjice postojanja kluba 17. studenog 2023. odigrala utakmicu s zagrebačkim Dinamom od kojeg je izgubila 0:9.
Svake godine nakon regularne sezone, klub nastupa na turniru 'Šokadijada', gdje igra protiv ostalih klubova istoga imena.